# دوغ تينابل
دوغلاس ريتشارد تينابل (بالإنجليزية:  Douglas Richard TenNapel)‏ (ولد في 10 يوليو 1966 -) هو رسام رسوم متحركة أمريكي، وكاتب، رسام كارتون، ومصمم ألعاب الفيديو، و رسام قصص الكوميكس الذي شمل عمله برامج رسوم المتحركة التلفزيوني، وألعاب الفيديو، والكتب المصورة. اشتهر بتأليفه مبتكر شخصية دودة الأرض جيم، وهو شخصية أنتجت سلسلة ألعاب فيديو وعرض كرتوني وخط ألعاب.

## أعماله

### ألعاب الفيديو
| سنة الإنتاج | اسم لعبة فيديو                    | ملاحظات                                       | مطور لعبة فيديو |
| ----------- | --------------------------------- | --------------------------------------------- | --------------- |
| 1993        | جوراسيك بارك نسخة سيجا ميجا درايف | محرك                                          | بلوسكاي سوفتوير |
| 1993        | رن وستمبي: ستمبي انڤنشن           | محرك                                          | بلوسكاي سوفتوير |
| 1994        | كتاب الأدغال                      | محرك                                          | فيرجن إنتراكتف  |
| 1994        | دودة الأرض جيم                    | مبتكر، كاتب، مصمم، أداء صوت دود الأرض جيم     | شيني انترتايمنت |
| 1995        | دودة الأرض جيم 2                  | مبتكر، كاتب، مصمم، أداء صوت دود الأرض جيم     | شيني انترتايمنت |
| 1996        | ذا نيفير هود                      | مبتكر، كاتب، مصمم، أداء صوت هوبورغ، بيل وكلوج | دريم ووركس      |
| 1998        | سكل مونكيز                        | مبتكر، كاتب، مصمم، أداء صوت كلوج              | دريم ووركس      |
| 1999        | بوم بوتس                          | مبتكر، كاتب، مصمم                             | دريم ووركس      |
| 2015        | أرميكروغ                          | مبتكر، كاتب، مصمم، فنان، رسوم متحركة إضافية   | فيرسيس إيفل     |

## وصلات خارجية
- موقع الرسمي

دوغ تينابل على موقع IMDb (الإنجليزية)
- دوغ تينابل على موقع ميوزك برينز (الإنجليزية)
- دوغ تينابل على موقع ديسكوغز (الإنجليزية)
- دوغ تينابل على موقع قاعدة بيانات الفيلم (الإنجليزية)
- دوغ تينابل على موقع كينوبويسك (الروسية)